# Couvent des Ursulines du Malzieu-Ville
Pour les articles homonymes, voir Couvent des Ursulines.
Le couvent des Ursulines est un ancien couvent situé au Malzieu-Ville, en France.

## Histoire
Au cours du XVIIe et du XVIIIe siècle (de 1618 à 1792), les religieuses Ursulines établies au Malzieu apportaient à la ville une renommée indéniable par la qualité de l'enseignement qu'elles dispensaient aux jeunes filles de la région. Aujourd'hui, l'ancien couvent des Ursulines est un musée tenu par des bénévoles et par la mairie du Malzieu-Ville. De l'extérieur, on remarque une belle symétrie et une harmonie parfaite des propositions comme avec un bel alignement de fenêtres croisées. L'originalité se trouve ainsi à l'intérieur avec trois niveaux présentant un remarquable exemple de peintures murales. La pièce maîtresse est la cellule d'ursuline dont les peintures, récemment restaurées, figurent la Vierge, sainte-Madeleine en méditation ainsi qu'un décor floral peints sur le bois. Le musée accueille une collection permanente d'art sacré composée de tenues et d'objets liturgiques mais également d'une exposition temporaire qui est renouvelée annuellement.

## Localisation
Le couvent est situé sur la commune du Malzieu-Ville, dans le département français de la Lozère.
L'édifice est inscrit au titre des monuments historiques en 1963.